# Lalka Berberova
Lalka Berberova-Dobreva, née le 11 juin 1965 à Plovdiv et morte le 24 juillet 2006 dans la même ville, est une rameuse d'aviron bulgare.

## Carrière
Aux Jeux olympiques de 1988 à Séoul, Lalka Berberova est médaillée d'argent en deux sans barreur avec Radka Stoyanova. Elle participe aussi aux Jeux olympiques de 1992 à Barcelone, terminant neuvième en quatre de couple et en quatre sans barreur.

## Vie privée
Son mari est le rameur Nenko Dobrev.